# 小行星3334
小行星3334（英語：3334 Somov）是一颗围绕太阳公转的小行星。1981年12月20日，安東寧·姆爾科斯在克列特发现了此天体。
这颗小行星的绝对星等为189.6739341567926等。